# Plantago gunnii
Plantago gunnii är en grobladsväxtart som beskrevs av Joseph Dalton Hooker. Plantago gunnii ingår i släktet kämpar, och familjen grobladsväxter. Inga underarter finns listade i Catalogue of Life.